# چارلز و آگوستوس استورس
چارلز استوررز (۲۴ ژانویه ۱۸۲۲–۱ سپتامبر 1884) و آگوستوس استورس (۴ ژوئن ۱۸۱۷–۳ مارس 1892) شرکای تجاری و برادران آمریکایی بودند که در تأسیس مدرسه کشاورزی استورس (هم‌اکنون دانشگاه کانتیکت) در سال ۱۸۸۱ نقش اساسی داشتند.